# María Chivite
María Victoria Chivite Navascués (Cintruénigo, 5 de junio de 1978) es una socióloga y política española, actual presidenta del Gobierno de Navarra desde 2019. También es secretaria general del Partido Socialista de Navarra (PSN-PSOE) desde 2014 y miembro del Parlamento de Navarra desde 2015. Fue senadora del PSOE por Navarra de 2011 a 2015, y llegó a ostentar la portavocía del grupo socialista en el Senado.

## Biografía
Nacida en Cintruénigo, es sobrina segunda de Carlos Chivite, secretario general del Partido Socialista de Navarra (PSN-PSOE) entre 2004 y 2008.
María Chivite se licenció en Sociología en la Universidad Pública de Navarra y posteriormente estudió un máster en Organización y Recursos Humanos en la escuela de negocios Foro Europeo, Técnica Superior en Prevención de Riesgos Laborales y un posgrado en Campañas electorales en ICADE.
Se afilió al PSN-PSOE con 20 años y comenzó su trayectoria política en las Juventudes Socialistas, perteneciendo a la ejecutiva entre 2001 y 2005. De 2005 a 2007 realizó diversos trabajos relacionados con su formación para la Unión General de Trabajadores.
De 2003 a 2007 fue concejala del ayuntamiento de Cintruénigo y de 2011 a 2013 de Valle de Egüés.
Participó en las elecciones autonómicas en las listas del PSN-PSOE y ocupó por primera vez un escaño en el Parlamento de Navarra en la VII legislatura (2007-2011), donde fue portavoz de Salud. También formó parte de la VIII legislatura (2011-2012).
En noviembre de 2011 fue elegida senadora por Navarra, asumiendo la portavocía de la Comisión de Sanidad y Servicios Sociales. En las primarias del Partido Socialista Obrero Español (PSOE) celebradas en junio de 2014 apoyó a Eduardo Madina, y en septiembre de 2014 Pedro Sánchez, ya en la secretaría general del PSOE, le confió la portavocía del grupo socialista en el Senado, responsabilidad que asumió hasta junio de 2015.
En 2012 se incorporó a la ejecutiva del PSN-PSOE, en la que ha sido secretaria del Área de Políticas Sociales y secretaria de Salud. En octubre de 2014 fue elegida candidata a la presidencia del Gobierno de Navarra en un proceso de primarias, y en diciembre fue proclamada secretaria general del PSN-PSOE en el congreso extraordinario.
Tras permanecer en la oposición, en mayo de 2018 fue proclamada de nuevo candidata a la presidencia del Gobierno de Navarra en el contexto de la celebración de las elecciones al Parlamento de Navarra de mayo de 2019 tras concurrir en solitario a un proceso de primarias. El 2 de agosto de 2019 fue elegida presidenta por mayoría simple, sucediendo a Uxue Barkos, gracias a los votos a favor de PSN-PSOE (11), Geroa Bai (9), Podemos (2) e Izquierda-Ezkerra (1) y la abstención de cinco de los siete diputados de EH Bildu.